# Finis Africae
Finis Africae fue una banda española de música experimental, formada en 1982, que publicó dos discos en la primera mitad de los años 80 y siguió esporádicamente en activo hasta 2000. Por ella pasaron músicos vinculados al folk, la new age y la canción de autor, como Juan Alberto Arteche, Luis Delgado, Javier Bergia, Javier Paxariño, Markus Breuss y Juan Carlos Fernández Puerta. El grupo toma su nombre de la novela de Umberto Eco El nombre de la rosa, en la que Finis Africae es una zona secreta de la biblioteca de un monasterio, en la que se ocultan libros que el bibliotecario estima peligrosos para la fe cristiana. En 1991, junto a Clónicos y el pintor suizo Daniel Garbade, presentaron la performance “Cláusulas” para celebrar los 700 años de la Confederación suiza, en Madrid en 1991.

## Discografía
- Prima travesía (1984)
- Un día en el parque (1985)
- Amazonia (1990)
- Campos de sol y luna (1996)
- En concierto desde Los Jameos del Agua (Lanzarote) (1996)
- El viento que mece los juncos (1999)
- Los dioses hablan por boca de los vecinos (2000), con Pablo Guerrero.
- Retales y apuntes (2001)